# 及川茂
及川 茂（おいかわ しげる、1945年10月21日 - ）は、日本の比較文学・比較文化学者、浮世絵学者、フランス文学者、翻訳家。
日本女子大学名誉教授。

## 略歴
福島県生まれ。1968年国際基督教大学を卒業、東京大学大学院比較文学比較文化課程入学、1972年フランス・ディジョン大学留学、1976年東京大学大学院比較文学比較文化博士課程中退。
1976年から1978年東京大学教養学部助手（フランス語）。
1978年埼玉大学教養部助教授、1991年に教授。
1992年日本女子大学人間社会学部教授。2015年定年退任、名誉教授。2022年7月からフランス、パリへ移住。

## 著書
- 『最後の浮世絵師 河鍋暁斎と反骨の美学』（日本放送出版協会、NHKブックス） 1998
- 『フランスの浮世絵師ビゴー ビゴーとエピナール版画』（木魂社） 1998
- 『ジョルジュ・ビゴー展　碧眼の浮世絵師が斬る明治』（東京都写真美術館、東京新聞） 2009

フランス語出版
- L'Album de Kyôsai, Éditions Philippe Picquier, 2018 - 『暁斎の画帖』
- Le bestiaire extraordinaire de Kyôsai, Editions Picquier Arles, 2021 - 『暁斎の異類の動物たち』
- Kyosai- La Procession des Cent Démons, Edition Picquier Arles, 2023 - 『暁斎百鬼画談』

### 共編著
- 『河鍋暁斎戯画集』（山口静一共編、岩波文庫） 1988
- 『暁斎の戯画』（山口静一共編著、東京書籍） 1992
- 『暁斎の戯画・狂画　Kawanabe Kyosai』（監修、東京新聞）1996
- 『これぞ、暁斎! 展　ゴールドマンコレクション』（Bunkamuraザ・ミュージアム、東京新聞） 2017

外国語出版
- Japanese Erotic Fantasies: Sexual Imagery of The Edo Period, Hotei Publishing, 2005
- The Hotei Encyclopedia of Japanese Woodblock Prints : Hotei Publishing, 2005
- A Japanese menagerie: animal pictures by Kawanabe Kyōsai, Rosina Buckland & Timothy Clark, British Museum Press, 2006 -『河鍋暁斎の動物画』
- Japanese Prints - The Collection of Vincent Van Gogh, Van Gogh Museum, Amsterdam, 2018

### 翻訳
- 『ウルアパンに進路をとれ』（フィリップ・エブリー、小川芳絵、朝日ソノラマ・ソノラマグリーン文庫、不可能の征服者シリーズ） 1975
- 『夜のガスパール レンブラント、カロー風の幻想曲』（アロイジウス・ベルトラン）、書肆風の薔薇 1983／水声社 1992。岩波文庫 1991
- 『仮面の書』（レミ・ド・グールモン、国書刊行会・フランス世紀末文学叢書） 1984
- 『版画のジャポニスム』（コルタ・アイヴス、木魂社） 1988

## 論文
- Cinii